# Live at Celtic Connections 2000
Live at Celtic Connections 2000  er et livealbum fra den skotske keltiske rockband Runrig fra 2000. Det markerede den første udgave af Celtic Connections, der er en skotsk musikfestival, der foregår hvert år i Glasgow i januar måned.

## Spor
1. "Rocket to the Moon" - 6:39
2. "Protect and Survive" - 4:19
3. "Big Sky" - 7:27
4. "Sìol Ghoraidh" (The Genealogy of Goraidh) - 6:52
5. "The Only Rose" - 5:24
6. "A Dh'innse na Fìrinn" (To Tell You the Truth) - 5:29
7. "Edge of the World" - 5:36
8. "Hearts of Olden Glory" - 4:45
9. "Rubh nan Cudaigean" (Cuddy Point) / The Middleton Mouse - 3:18
10. "Maymorning" - 5:48
11. "The Message" - 5:33
12. "Cearcall a' Chuain" (The Ocean Circle) - 3:13
13. "Pòg Aon Oidhche Earraich" (A Kiss One Spring Evening) - 4:25
14. "Skye" - 10:05